# Biegi narciarskie na Mistrzostwach Świata Juniorów w Narciarstwie Klasycznym 2019
Biegi narciarskie na 39. mistrzostwach świata juniorów odbyły się w dniach 20 – 26 stycznia 2019 roku w fińskim Lahti. Zawodnicy i zawodniczki rywalizowali łącznie w 14 konkurencjach, w dwóch kategoriach wiekowych: juniorów oraz młodzieżowców.

## Wyniki juniorów
| Miejsce | Zawodnik              | Czas    | Strata |
| ------- | --------------------- | ------- | ------ |
|         | Aleksandr Tierientjew | 3:26,33 | —      |
|         | Ansgar Evensen        | 3:29,21 | +2,88  |
|         | Håkon Skaanes         | 3:29,22 | 2,89   |
| 4.      | Jules Chappaz         | 3:30,63 | +4,30  |
| 5.      | Axel Aflodal          | 3:35,52 | +9,19  |
| 6.      | Aron Åkre Rysstad     | 3:47,29 | +20,96 |
| ...     |                       |         |        |
| 53.     | Dawid Damian          | —       | —      |
| 73.     | Wiktor Czaja          | —       | —      |
| 77.     | Michał Boreczek       | —       | —      |

| Miejsce | Zawodniczka             | Czas    | Strata |
| ------- | ----------------------- | ------- | ------ |
|         | Kristine Stavås Skistad | 3:23,12 | —      |
|         | Monika Skinder          | 3:23,75 | +0,63  |
|         | Anita Korva             | 3:23,83 | +0,71  |
| 4.      | Linn Svahn              | 3:23,90 | +0,78  |
| 5.      | Frida Karlsson          | 3:24,43 | +1,31  |
| 6.      | Anastasija Falejewa     | 3:30,16 | +7,04  |
| ...     |                         |         |        |
| 18.     | Weronika Kaleta         | —       | —      |
| 22.     | Eliza Rucka             | —       | —      |
| 24.     | Izabela Marcisz         | —       | —      |

| Miejsce | Zawodnik               | Czas    | Strata  |
| ------- | ---------------------- | ------- | ------- |
|         | Jules Chappaz          | 22:34,9 | —       |
|         | Aleksandr Tierientjew  | 22:55,9 | +21,0   |
|         | Iver Tildheim Andersen | 23:02,1 | +27,2   |
| 4.      | Andriej Kuzniecow      | 23:16,1 | +41,2   |
| 5.      | Friedrich Moch         | 23:16,2 | +41,3   |
| 6.      | Gus Schumacher         | 23:19,3 | +44,4   |
| ...     |                        |         |         |
| 52.     | Dawid Damian           | 25:10,9 | +2:36,0 |
| 56.     | Sebastian Bryja        | 25:19,2 | +2:44,3 |
| 65.     | Michał Boreczek        | 25:31,4 | +2:56,5 |
| 76.     | Wiktor Czaja           | 26:21,7 | +3:46,8 |

| Miejsce | Zawodniczka             | Czas    | Strata  |
| ------- | ----------------------- | ------- | ------- |
|         | Frida Karlsson          | 12:50,6 | —       |
|         | Helene Marie Fossesholm | 13:01,7 | +11,1   |
|         | Anita Korva             | 13:10,4 | +19,8   |
| 4.      | Izabela Marcisz         | 13:18,0 | +27,4   |
| 5.      | Anna Gruchwina          | 13:27,2 | +36,6   |
| 6.      | Flora Dolci             | 13:28,0 | +37,4   |
| ...     |                         |         |         |
| 25.     | Eliza Rucka             | 14:02,4 | +1:11,8 |
| 41.     | Magdalena Kobielusz     | 14:25,4 | +1:34,8 |
| 44.     | Weronika Kaleta         | 14:30,1 | +1:39,5 |

| Miejsce | Zawodnik          | Czas      | Strata   |
| ------- | ----------------- | --------- | -------- |
|         | Luca Del Fabbro   | 1:15:16,7 | —        |
|         | Håvard Moseby     | 1:15:17,1 | +0,4     |
|         | Cyril Fähndrich   | 1:15:17,2 | +0,5     |
| 4.      | Gus Schumacher    | 1:15:17,4 | +0,7     |
| 5.      | Miska Poikkimäki  | 1:15:22,7 | +6,0     |
| 6.      | Andriej Kuzniecow | 1:15:22,8 | +6,1     |
| ...     |                   |           |          |
| 60.     | Wiktor Czaja      | 1:27:25,6 | +12:08,9 |
| DNF     | Dawid Damian      | —         | —        |
| DNF     | Michał Boreczek   | —         | —        |

| Miejsce | Zawodniczka             | Czas    | Strata  |
| ------- | ----------------------- | ------- | ------- |
|         | Frida Karlsson          | 40:45,3 | —       |
|         | Helene Marie Fossesholm | 41:37,4 | +52,1   |
|         | Anita Korva             | 41:43,4 | +58,1   |
| 4.      | Kendall Kremer          | 42:16,0 | +1:30,7 |
| 5.      | Izabela Marcisz         | 42:40,1 | +1:54,8 |
| 6.      | Kristina Kuskowa        | 42:55,0 | +2:09,7 |
| ...     |                         |         |         |
| 19.     | Weronika Kaleta         | 43:58,1 | +3:12,8 |
| 41.     | Magdalena Kobielusz     | 46:06,3 | +5:21,0 |
| DNF     | Eliza Rucka             | —       | —       |

| Miejsce | Państwo           | Zawodnicy                                                                 | Czas    | Strata  |
| ------- | ----------------- | ------------------------------------------------------------------------- | ------- | ------- |
|         | Stany Zjednoczone | Luke Jager Ben Ogden Johnny Hagenbuch Gus Schumacher                      | 45:34,7 | —       |
|         | Rosja             | Jegor Triefiłow Andriej Kuzniecow Jarosław Jegoszyn Aleksandr Tierientjew | 45:38,5 | +3,8    |
|         | Niemcy            | Jakob Milz Florian Knopf Anian Sossau Friedrich Moch                      | 45:41,0 | +6,3    |
| 4.      | Norwegia          | Håkon Skaanes Håvard Moseby Iver Tildheim Andersen Ansgar Evensen         | 46:01,6 | +26,9   |
| 5.      | Finlandia         | Leo Rantahalvari Arsi Ruuskanen Petteri Koivisto Miska Poikkimäki         | 36:33,1 | +1:08,4 |
| 6.      | Szwecja           | Johan Herbert Leo Johansson William Poromaa Axel Aflodal                  | 46:16,5 | +41,8   |
| ...     |                   |                                                                           |         |         |
| 17.     | Polska            | Wiktor Czaja Sebastian Bryja Dawid Damian Michał Boreczek                 | 51:01,0 | +5:26,3 |

| Miejsce | Państwo           | Zawodniczki                                                                          | Czas    | Strata  |
| ------- | ----------------- | ------------------------------------------------------------------------------------ | ------- | ------- |
|         | Norwegia          | Kristin Austgulen Fosnæs Astrid Stav Helene Marie Fossesholm Kristine Stavås Skistad | 35:24,7 | —       |
|         | Rosja             | Anastasija Falejewa Kristina Kuskowa Wieronika Stiepanowa Anna Gruchwina             | 35:25,7 | +1,0    |
|         | Szwecja           | Louise Lindström Frida Karlsson Tilde Baangman Linn Svahn                            | 35:58,0 | +33,3   |
| 4.      | Stany Zjednoczone | Mara Mccollor Kendall Kremer Sydney Palmer-Leger Novie McCabe                        | 36:05,2 | +40,5   |
| 5.      | Polska            | Weronika Kaleta Monika Skinder Izabela Marcisz Eliza Rucka                           | 36:33,1 | +1:08,4 |
| 6.      | Niemcy            | Jessica Löschke Lisa Lohmann Kim Hager Anna Maria Dietze                             | 36:57,3 | +1:32,6 |

## Wyniki młodzieżowców U23
| Miejsce | Zawodnik          | Czas    | Strata |
| ------- | ----------------- | ------- | ------ |
|         | Erik Valnes       | 3:21,14 | —      |
|         | Siergiej Ardaszew | 3:22,52 | +1,38  |
|         | Joachim Aurland   | 3:23,14 | +2,00  |
| 4.      | Iwan Jakimuszkin  | 3:23,73 | +2,59  |
| 5.      | Sivert Wiig       | 3:28,45 | +7,31  |
| 6.      | Marcus Grate      | 3:36,67 | +15,53 |
| ...     |                   |         |        |
| 40.     | Dominik Bury      | —       | —      |
| 45.     | Kacper Antolec    | —       | —      |
| 57.     | Mateusz Haratyk   | —       | —      |

| Miejsce | Zawodniczka          | Czas    | Strata |
| ------- | -------------------- | ------- | ------ |
|         | Moa Lundgren         | 3:18,33 | —      |
|         | Tiril Udnes Weng     | 3:18,38 | +0,05  |
|         | Aida Bajazitowa      | 3:22,11 | +3,78  |
| 4.      | Anastasija Kiriłłowa | 3:22,45 | +4,12  |
| 5.      | Amalie Håkonsen Ous  | 3:26,08 | +7,75  |
| 6.      | Johanna Hagström     | 3:55,87 | +37,54 |
| ...     |                      |         |        |
| 46.     | Klaudia Kołodziej    | —       | —      |
| 53.     | Agata Warło          | —       | —      |

| Miejsce | Zawodnik                | Czas    | Strata  |
| ------- | ----------------------- | ------- | ------- |
|         | Jules Lapierre          | 34:02,8 | —       |
|         | Michal Novák            | 34:32,6 | +29,8   |
|         | Iwan Jakimuszkin        | 34:32,8 | +30,0   |
| 4.      | Kiriłł Kiłiwniuk        | 34:36,0 | +33,2   |
| 5.      | Tom Mancini             | 34:50,7 | +47,9   |
| 6.      | Harald Østberg Amundsen | 34:53,2 | +50,4   |
| ...     |                         |         |         |
| 19.     | Dominik Bury            | 35:49,0 | +1:46,2 |
| 47.     | Kacper Antolec          | 37:42,0 | +3:39,2 |
| 50.     | Mateusz Haratyk         | 37:57,3 | +3:54,5 |

| Miejsce | Zawodniczka         | Czas    | Strata  |
| ------- | ------------------- | ------- | ------- |
|         | Marija Istomina     | 25:57,3 | —       |
|         | Eveliina Piippo     | 25:59,3 | +2,0    |
|         | Tiril Udnes Weng    | 26:26,9 | +29,6   |
| 4.      | Katharina Hennig    | 26:34,5 | +37,2   |
| 5.      | Walerija Tiuleniewa | 26:35,4 | +38,1   |
| 6.      | Delphine Claudel    | 26:52,6 | +55,3   |
| ...     |                     |         |         |
| 42.     | Agata Warło         | 29:10,8 | +3:13,5 |

| Miejsce | Zawodnik                  | Czas      | Strata  |
| ------- | ------------------------- | --------- | ------- |
|         | Andriej Sobakariow        | 1:17:19,1 | —       |
|         | Iwan Kiriłłow             | 1:17:22,6 | +3,5    |
|         | Iwan Jakimuszkin          | 1:17:24,0 | +4,9    |
| 4.      | Anton Timaszow            | 1:17:30,5 | +11,4   |
| 5.      | Naoto Baba                | 1:17:31,2 | +12,1   |
| 6.      | Thomas Bucher-Johannessen | 1:17:30,5 | +18,0   |
| ...     |                           |           |         |
| 18.     | Dominik Bury              | 1:17:59,3 | +40,2   |
| 48.     | Mateusz Haratyk           | 1:22:53,4 | +5:34,3 |

| Miejsce | Zawodniczka           | Czas    | Strata  |
| ------- | --------------------- | ------- | ------- |
|         | Anna Żerebjatiewa     | 40:31,4 | —       |
|         | Lidija Durkina        | 40:54,9 | +23,5   |
|         | Katharina Hennig      | 41:08,9 | +37,5   |
| 4.      | Jana Kirpiczenko      | 41:13,0 | +41,6   |
| 5.      | Marte Mæhlum Johansen | 41:13,4 | +42,0   |
| 6.      | Johanna Hagström      | 41:47,0 | +1:15,6 |
| ...     |                       |         |         |
| 45.     | Agata Warło           | 44:47,4 | +4:16,0 |
| 50.     | Klaudia Kołodziej     | 46:43,4 | +6:12,0 |

## Klasyfikacja medalowa
| Miejsce | Państwo    |   |   |   | złoto · srebro · brąz |
| ------- | ---------- | - | - | - | --------------------- |
| 1.      | Rosja      | 4 | 4 | 3 | 11                    |
| 2.      | Szwecja    | 3 | 0 | 0 | 3                     |
| 3.      | Norwegia   | 2 | 5 | 4 | 11                    |
| 4.      | Francja    | 2 | 0 | 0 | 2                     |
| 5.      | Włochy     | 1 | 0 | 0 | 1                     |
| 6.      | Finlandia  | 0 | 1 | 3 | 4                     |
| 7.      | Polska     | 0 | 1 | 0 | 1                     |
| 7.      | Czechy     | 0 | 1 | 0 | 1                     |
| 9.      | Niemcy     | 0 | 0 | 1 | 1                     |
| 9.      | Szwajcaria | 0 | 0 | 1 | 1                     |